# Judith Lauand

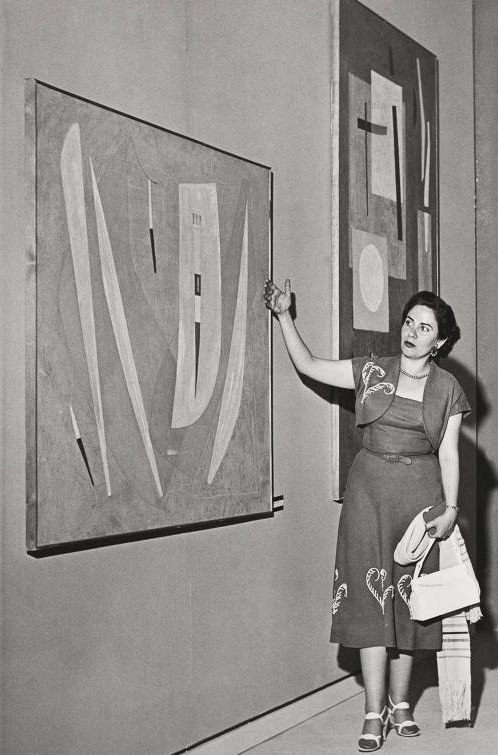
Judith Lauand (1954)

 Judith Lauand (* 26. Mai 1922 in São Paulo; † 9. Dezember 2022 ebenda) war eine brasilianische Grafikerin und Malerin. Sie galt als Pionierin der brasilianischen modernistischen Bewegung, die in den 1950er Jahren begann. Sie war die einzige weibliche Vertreterin der Grupo Ruptura, der Kunstbewegung in São Paulo, die Konkrete Kunst mit mathematischer, geometrischer Formensprache in Brasilien zeigte.

## Leben
1950 erhielt Lauand an der Kunstschule in Araraquara, São Paulo in Brasilien einen Abschluss in Bildender Kunst. Danach arbeitete sie als Lehrerin in Araraquara und zog 1953 nach São Paulo. 1954 arbeitete sie bei der 2. Internationalen Biennale von São Paulo und 1955 wurde sie von Waldemar Cordeiro (1925–1973) eingeladen, sich als einziges weibliches Mitglied der Grupo Ruptura anzuschließen. Sie beteiligte sich an  Gruppenausstellungen, darunter 1955–56 an der III São Paulo Biennale, die erste nationale Ausstellung für konkrete Kunst im Jahr 1956 und 1960 an der internationalen Retrospektive Konkretismus, Konkrete Kunst: 50 Jahre Entwicklung, organisiert von Max Bill in Zürich im Jahr 1960. 1958 erhielt sie den Leirner-Preis für zeitgenössische Kunst. Lauand arbeitete mit vielen verschiedenen Medien. Als Malerin kreierte sie Arbeiten aus Acryl-, Email-, Öl- und Temperafarben mit Gouachen und Collagen. Ihre Werke umfassen auch Stickereien, Skulpturen, Holzschnitte und Wandteppiche.
Sie starb am 9. Dezember 2022 im Alter von 100 Jahren in São Paulo.

## Einzelausstellungen
- 1954: Galeria Ambiente, São Paulo
- 1965: Galeria Novas Tendências, São Paulo
- 1977: Museu de Arte Contemporânea da Universidade de São Paulo, São Paulo
- 1984: Geometria 84, Paulo Figueiredo Galeria de Arte, São Paulo
- 1992: Efemérides, Museu de Arte Contemporânea da Universidade de São Paulo, São Paulo
- 1996: Obras de 1954–1960, Galeria Sylvio Nery, São Paulo
- 2007: 50 anos de pintura, Galeria Berenice Arvani, São Paulo
- 2008: 65 anos arte, Galeria Berenice Arvani, São Paulo; Secretaria de Cultura, Araraquara, São Paulo
- 2011: Judith Lauand: Experiências, Museu de Arte Moderna de São Paulo
- 2013: Judith Lauand: The 1950s, Stephen Friedman Gallery, London
- 2014–2015: Judith Lauand: Brazilian Modernist, 1950s–2000s, Driscoll Babcock Galleries, New York
- 2017: Judith Lauand: Brazilian Concrete Abstractions, Driscoll Babcock Galleries, New York